# ISO 9000
De ISO 9000-serie zijn standaarden van het ISO-instituut die vastleggen hoe een organisatie haar kwaliteit kan waarborgen. Wanneer een organisatie volgens de ISO 9000-normen werkt, kan zij een certificaat aanvragen dat dit bewijst. Bij een gecertificeerde organisatie komt er regelmatig iemand van het certificeringsbureau langs om via een zogenaamde audit vast te stellen of de organisatie inderdaad nog aan de eisen voldoet.
De ISO 9000-serie bestaat uit de volgende standaarden:
- ISO 9000:2005 – Kwaliteitsmanagementsystemen – Grondbeginselen en definities
- ISO 9001:2015 – Kwaliteitsmanagementsystemen – Eisen
- ISO 9004:2018 – Richtlijnen voor prestatieverbeteringen
- ISO 19011:2018 – Richtlijnen voor het uitvoeren van kwaliteits- en/of milieumanagementsysteemaudits

De standaarden ISO 9002 en ISO 9003 zijn in de 2000-versie van ISO 9001 vervallen.
Naast de bekende ISO 9001-standaard bestaan er sector-specifieke standaarden voor kwaliteitsmanagementsystemen die op de principes van ISO 9000 gebaseerd zijn, maar aangepast zijn aan de noden van een bepaalde sector:
- ISO 13485:2016 – Medical Devices – Quality management systems – Requirements for regulatory purposes

## Achtergrond
Standaard ISO 9000 is voor het eerst gepubliceerd in 1987 door de ISO (International Organization for Standardization). De standaard was gebaseerd op de Britse Standaard BS-5750 van BSI die aan ISO waren voorgesteld in 1979. Echter, de geschiedenis begon reeds zo'n twintig jaar eerder met de publicatie door het Amerikaanse ministerie van Defensie van de MIL-Q-9858-standaard op 9 april 1959 en een revisie daarvan op 16 december 1963, bedoeld als contractspecificatie voor onderaannemers die militair materiaal leverden. MIL-Q-9858 werd gebruikt als basis voor een nieuwe standaard voor de NAVO AQAP (Allied Quality Assurance Publications) in 1969, die op hun beurt weer werden gebruikt door BSI voor het opstellen van de Britse Standaard BS-5179 (Guide to the Operation and Evaluation of Quality Assurance Systems), gepubliceerd in 1974 om uiteindelijk in 1979 te zijn opgenomen in de herziene Britse Standaard BS-5750 (quality system), voordat ze aan de ISO werden voorgelegd. ISO 9000-1987 had dezelfde structuur als BS-5750.

## Geschiedenis

### Algemeen
De geschiedenis van kwaliteit gaat eeuwen terug tot de tijd dat ambachtslieden zich in vakbonden genaamd gilden organiseerden. Met de komst van de industriële revolutie en daarmee gepaard gaande massaproductie werden vroege kwaliteitsbeheerssystemen geïntroduceerd met normen en standaarden voor producten en procesresultaten. Omdat meer mensen moesten samenwerken om resultaten te boeken en productiehoeveelheden groeiden waren technieken en methoden nodig die zich als effectiever hadden bewezen dan andere technieken en methoden, zogenaamde “best practices” (aanbevolen procedures) om de kwaliteit van de resultaten te garanderen en onvoorziene complicaties te voorkomen. Deze best practices werden uiteindelijk vastgesteld, gedocumenteerd en ingevoerd.  Deze gedocumenteerde best practices werden vervolgens omgezet in standaardprocedures voor kwaliteitsmanagementsystemen.
Kwaliteit werd steeds belangrijker tijdens de Tweede Wereldoorlog, bijvoorbeeld toen kogels gemaakt in één land moesten werken met geweren gemaakt in een ander land. Aanvankelijk werd door de strijdkrachten vrijwel elke producteenheid geïnspecteerd. Om dit proces te vereenvoudigen zonder nadelen voor de veiligheid begon het leger kwaliteitstechnieken te gebruiken zoals inspecties gebaseerd op statistische technieken en gebruikmakend van de gepubliceerde standaarden.
Het belang van kwaliteit groeide na de oorlog. De aandacht verschoof van productoriëntatie naar productieoriëntatie. De Japanners maakten een kwaliteit-revolutie door en konden de reputatie van hun producten verbeteren, met name van nagemaakte producten zoals auto’s en elektronica, door het volledig omarmen van de inbreng van Amerikaanse denkers op het gebied van kwaliteitsmanagement, zoals W. Shewhart, Joseph M. Juran en W. Edwards Deming. De focus werd daarbij verschoven van inspectie naar het verbeteren van de processen van de organisatie door middel van de mensen die de processen gebruikten. De Amerikaanse reactie op deze kwaliteitsrevolutie in Japan heeft onder andere geleid tot de ontwikkeling van het concept van Total Quality Management (TQM), een methode voor kwaliteitsmanagement dat niet alleen statistische methoden benadrukt maar ook processen en de mensen daarbij binnen de hele organisatie betrokken.

### Evolutie
- 1971: BS-9000, kwaliteitsstandaard voor de elektronica-industrie
- 1974: BS-5179, richtlijnen voor kwaliteitzekerheid (guidance for quality assurance)
- 1979: BS-5750, vervangt individuele industriestandaarden
- 1987: ISO 9000:1987, beïnvloed door militaire specificaties, maar met dezelfde structuur als BS-5750, met 3 modellen, verschillend naar de scope:
  - 9001:1987, processen en bestaande en nieuwe producten
  - 9002:1987, processen en bestaande producten
  - 9003:1987, bestaande producten
- 1994: ISO 9000:1994, focus op preventie
- 2000: ISO 9000:2000, focus op procesmanagement, een gedocumenteerd systeem in plaats van een systeem van documenten, 9001, 9002 en 9003 vervielen hiermee
- 2008: ISO 9000:2008, consistentie aangebracht met ISO 14000 voor milieubeheerssystemen
- 2015: ISO 9000:2015, in lijn gebracht met Annex SL

## Certificeringsbureaus
Initiële certificeringen en de periodieke audits worden veelal uitgevoerd door een geaccrediteerde certificatie-instelling. Enkele bekende certificatie-instellingen zijn:
- Brand Compliance
- BSI Group
- C+ certificering BV
- AIB-Vinçotte International NV
- AJA Registrars
- SGS Belgium NV
- SGS Nederland B.V.
- TÜV Nederland
- Lloyd's Register
- DEKRA certification
- Det Norske Veritas
- ViaNorm
- Bureau Veritas Certification
- KIWA N.V. Certificatie en keuringen
- QMS International
- Nederlands Certificatie Instituut

## Voetnoten
1. ↑  History of ISO 9000. Gearchiveerd op 11 augustus 2022.
2. ↑  Teruggetrokken in 1996 wegens de beslissing om industriestandaarden boven overheidsstandaarden te ondersteunen
3. ↑  Judith Amsenga, Het Nederlandse gildewezen, 2006, op webstek van het Historisch Nieuwsblad. Gearchiveerd op 22 juli 2017.
4. ↑  Bench marking for Best Practices: Winning Through Innovative Adaptation. McGraw-Hill, New York (1994).